# Herczeg László Tibor
Herczeg László Tibor (1953. november 6. – 2013. november 7.) magyar költő.

## Életpálya
Édesapja Herczeg Tibor, édesanyja Monhalt Katalin. Szülei gyermekkorában elváltak. Édesapja, aki a honvédségnél dolgozott alezredesi rendfokozatban, nevelte fel új feleségével, aki ápolónő volt. Ebből a házasságból született lánytestvére, Ágnes. Mostohatestvérével (nevelőanyja gyermekével), Évával is jó kapcsolatot ápolt. Pécsen nevelkedett, és ott élt.
Általános iskolai tanulmányait Pécsen, a Bánki Donát Általános Iskolában végezte. Eredeti szakmája gépszerelő– géplakatos, Pécsen az 508. számú Ipari és Szakközépiskolában végezte, majd 1976-1979. BM. Rendőrképző Iskola, Szombathely (Hivatásos THKI), és BM. Rendőr Kún Béla Zászlós Képzőt végzett, közbiztonsági szakon.
Első házasságából született Hajnalka nevű lánya, 1976-ban. Évekig Szalántán volt rendőr, körzeti megbízott.
40 éves korára rokkantnyugdíjas lett egy autóbaleset következtében. Második feleségével, annak haláláig 14 évig élt együtt. 
Hobbija a horgászat és az olvasás volt, rengeteg könyvet olvasott. Már gyermekkorában jelent meg verse. Mestere és mentora Csorba Győző, Kossuth-díjas költő, műfordító volt. Költészetét elismerte és tanítványként fogadta őt Ihász-Kovács Éva, Quasimodo-díjas költő, a Magyar Kultúra Lovagja is. Életének utolsó éveit, özvegyen, magányosan élte le. Ennek hatására írta legszebb verseit.

## Díjai
- 2012 – Batsányi-Cserhát Nívó díj
- 2013 – Cserhát József Irodalmi Díj
- 2013 – Batsányi-Cserhát Emlékplakett és Díszpolgári cím.

## Elektronikus könyvei
- 2012 - Szeretetkártyák
- 2012 - Medveszívvel
- 2013 - Szerelemtangó
- 2014 - Ha már nem leszek (memoárkötet)
- 2014 - Az út végén (memoárkötet)

## Könyvei
- 2014 - Fűzfa leszek (memoárkötet)